# Tigres de Anatolia
Tigres de Anatolia (en turco, Anadolu Kaplanları) es un término utilizado a nivel internacional en el contexto de la economía turca para referirse al fenómeno de diferentes ciudades de Turquía que han experimentado un crecimiento impresionante desde la década de 1980, además de un nuevo tipo de empresarios que han adquirido relevancia, que se pueden vincular a sus ciudades de origen y quienes empezaron como pymes.
Cuando se refiere a determinadas ciudades, el término se utiliza principalmente para las capitales o a los centros que dependen de Denizli, Gaziantep, Bursa, Kocaeli, Kahramanmaraş. Dentro de Turquía, se resalta especialmente el caso de aquellas ciudades que han recibido pocas inversiones o subvenciones estatales a lo largo del tiempo. Çorum, Denizli, Gaziantep y Kahramanmaraş, especialmente, se encuentran entre las ciudades que se han hecho a sí mismas.